# Erdal Çelik
Erdal Çelik (* 1. Januar 1988 in Gaziantep) ist ein ehemaliger türkisch-deutscher Fußballspieler.

## Karriere
Erdal Çelik begann seine Karriere in den Jugendmannschaften von TuS Schmidt wechselte dann zu Bayer 04 Leverkusen. Hier gewann er 2007 die Deutsche Meisterschaft der A-Junioren. Dann spielte er eine Saison für die zweite Mannschaft von Alemannia Aachen. Nach einem halben Jahr Vereinslosigkeit ging er zurück nach Leverkusen und spielte in der zweiten Mannschaft. Im Januar 2011 wechselte Çelik zum Drittligisten Rot Weiss Ahlen.
Am 30. Juni gab der türkische Zweitligist Bucaspor die Verpflichtung von Çelik bekannt. Nach einem Jahr wechselte er zum aserbaidschanischen Erstligisten Sumqayıt PFK, hielt es aber dort nicht lange aus. Nach nur zwei Spielen wechselte er bereits im September zurück nach Deutschland und schloss sich dem Regionalligisten FC 08 Homburg an. Im Sommer 2013 wechselte Celik für ein Jahr zum Ligakonkurrenten Wormatia Worms, ehe er sich nach einigen Monaten Vereinslosigkeit im Februar 2015 dem Landesligisten VfL 08 Vichttal anschloss. Mit dem Verein stieg er 2017 in die Mittelrheinliga auf. Im Februar 2018 zwangen ihn dann diverse Knieprobleme dazu die Karriere zu beenden.

## Erfolge
- Deutscher A-Junioren-Meister: 2007

## Trainer
Von 2015 bis 2019 war er als Jugendtrainer beim VfL 08 Vichttal beschäftigt.